# Metopa alderi
Metopa alderi är en kräftdjursart som först beskrevs av Charles Spence Bate 1857.  Metopa alderi ingår i släktet Metopa och familjen Stenothoidae. Arten är reproducerande i Sverige. Inga underarter finns listade i Catalogue of Life.